# Litteratur om pornografi
Litteratur om pornografi er en liste over ikke-fiktiv litteratur om pornografi. Dette område omfatter både bøger og artikler, der kan spænde over talrige genrer lige fra selvbiografier og historiske værker som Ove Brusendorffs gennemgange af erotikkens kulturhistorie, til leksikale opslagsværker som Robert H. Rimmer & Patrick Rileys bøger med lister over pornomodeller og deres filmroller (fra før internettet blev et bedre medium til den form for databaser), samt fra moralske eller filosofiske debatindlæg for/imod pornografi såsom Michel Foucaults La volonté de savoir, der ofte citeres i pornografidebatten, til juridisk-politiske betænkninger såsom den amerikanske Report of the President's Commission on Obscenity and Pornography, der blev udarbejdet i kølvandet på den danske legalisering af pornografien i 1969. Sidst i 1990'erne begyndte der at komme mange bøger og artikler om især pornofilm, og siden årtusindskiftet er der udkommet et voksende antal videnskabelige afhandlinger om pornografiens væsen og virkninger. Danmark har bidraget med mange betydningsfulde værker i denne genre, både på dansk og engelsk, såsom især den danske kriminolog Berl Kutchinskys Studies on Pornography and sex crimes in Denmark fra 1970.
| Forfatter(e)                                                          | Titel                                                                                       | Tidsskrift             | Forlag                                               | Land        | År      | ISBN                   | Genre/type                    | Link                                       |
| --------------------------------------------------------------------- | ------------------------------------------------------------------------------------------- | ---------------------- | ---------------------------------------------------- | ----------- | ------- | ---------------------- | ----------------------------- | ------------------------------------------ |
| Ove Brusendorff                                                       | Erotikkens historie, bind 1-3                                                               |                        | Universal-forlaget                                   | Danmark     | 1936-38 |                        | kulturhistorie                |                                            |
| Ove Brusendorff & Poul Henningsen                                     | Erotik for millioner                                                                        |                        | Thanning & Appel                                     | Danmark     | 1957    |                        | filmhistorie                  |                                            |
| Ove Brusendorff & Poul Henningsen                                     | Kærlighedens billedbog, bind 1-4                                                            |                        | Thanning & Appel                                     | Danmark     | 1960    |                        | kulturhistorie                |                                            |
| Ove Brusendorff & Poul Henningsen                                     | Erotikkens historie, bind 1-3                                                               |                        | Thanning & Appel                                     | Danmark     | 1961-62 |                        | kulturhistorie                |                                            |
| Ove Brusendorff & Poul Malmkjær                                       | Erotik i filmen – den nøgne bølge                                                           |                        | Thanning & Appel                                     | Danmark     | 1965    |                        | filmhistorie                  |                                            |
| Leif Blædel                                                           | Sagen om Fanny Hill                                                                         |                        | Thanning & Appel                                     | Danmark     | 1965    |                        |                               |                                            |
| Phyllis Kronhausen & Eberhard Kronhausen                              | Pornografi                                                                                  |                        | Hans Reitzel                                         | Danmark     | 1966    |                        |                               |                                            |
| Susan Sontag                                                          | The Pornographic Imagination                                                                |                        |                                                      |             | 1967    |                        |                               |                                            |
| Gordon Schindler                                                      | A Report on Denmark's Legalized Pornography                                                 |                        | Banner Books                                         |             | 1969    |                        |                               |                                            |
| Berl Kutchinsky                                                       | Studies on Pornography and sex crimes in Denmark                                            |                        | New Social Science Monographs                        |             | 1970    |                        |                               |                                            |
| President's Commission on Obscenity and Pornography                   | United States Report of the President's Commission on Obscenity and Pornography             |                        | U.S. Government Printing Office                      | USA         | 1970    |                        |                               |                                            |
| Erik Nørgaard                                                         | Drømmen om kærlighedens glæder                                                              |                        | Lademann                                             | Danmark     | 1973    |                        | kulturhistorie                |                                            |
| Michel Foucault                                                       | La volonté de savoir. Histoire de la sexualité, I                                           |                        | Gallimard                                            | Frankrig    | 1976    |                        | filosofi                      |                                            |
| Andrea Dworkin                                                        | Pornography: Men Powering Women                                                             |                        | Putman                                               | USA         | 1979    |                        |                               |                                            |
| Linda Lovelace & Mike McGrady                                         | Ordeal                                                                                      |                        | Citadel Press                                        | USA         | 1979    |                        | selvbiografi                  |                                            |
| Marie-Françoise Hans, red.                                            | Mænds pornografi - kvinders erotik?                                                         |                        | Modtryk                                              | Danmark     | 1983    |                        |                               |                                            |
| Liv Berit Tessem & Kjetil Wiedswang                                   | Pornorge. Krige og kremmere på pornomarkedet i 30 år                                        |                        | Universitetsforlaget                                 | Norge       | 1984    |                        | kulturhistorie                |                                            |
| Annette Westrup                                                       | Fingrene væk                                                                                |                        | Københavns bogforlag                                 | Danmark     | 1985    |                        |                               |                                            |
| Edwin Meese III                                                       | The Attorney General's Commission on Pornography, Final Report                              |                        | U.S. Department of Justice                           | USA         | 1986    |                        |                               |                                            |
| Ole Lindboe                                                           | Antydningens kunst                                                                          |                        | Bogsyndikatet                                        | Danmark     | 1988    |                        | kulturhistorie                |                                            |
| Linda Williams                                                        | Hard Core: Power, Pleasure and the "Frenzy of the Visible"                                  |                        | University of California Press                       | USA         | 1989    |                        |                               |                                            |
| David McGillivray                                                     | Doing Rude Things – The History of the British Sex Film 1957-1981                           |                        | Sun Tavern Fields                                    | England     | 1992    |                        | filmhistorie                  |                                            |
| Ole Ege                                                               | Erotiske drømme                                                                             |                        | Thanning & Appel                                     | Danmark     | 1992    |                        | kulturhistorie                |                                            |
| Johnny Alucard                                                        | Porno-toppen                                                                                | PS Pige-Special nr. 12 |                                                      | Danmark     | 1993    |                        |                               |                                            |
| Robert H. Rimmer & Patrick Riley                                      | The X-Rated Videotape Guide I-VIII                                                          |                        | Prometheus Books                                     | USA         | 1993-99 |                        | opslagsværk                   |                                            |
| Patrick Riley                                                         | The X-Rated Videotape Star Index I-III                                                      |                        | Prometheus Books                                     | USA         | 1994-99 |                        | opslagsværk                   |                                            |
| William O. Beaver                                                     | Frække lister - pornobøger 1965-1974                                                        |                        | SFK                                                  | Danmark     | 1994    |                        | bibliografi                   |                                            |
| Steve Rag                                                             | The Nora K. Kompendium                                                                      |                        | Tim Greaves                                          | England     | 1996    |                        | filmhistorie                  |                                            |
| Eddie Muller & Daniel Faris                                           | Grindhouse - the Forbidden World of "Adults Only" Cinema                                    |                        | St. Francis Studio                                   | USA         | 1996    |                        | filmhistorie                  |                                            |
| Harris Gaffin                                                         | Hollywood Blue – The Tinseltown Pornographers                                               |                        | Batsford Film Books                                  | England     | 1997    |                        | interviews                    |                                            |
| Rune Gade                                                             | Staser. Teorier om det fotografiske billedes ontologiske status & Det pornografiske tableau |                        | Aarhus Universitet                                   | Danmark     | 1997    |                        | filosofi                      |                                            |
| Anthony Petkovich                                                     | The X Factory – Inside the American Hardcore Film Industry                                  |                        | Headpress                                            | England     | 1997    |                        | filmhistorie                  |                                            |
| Wendy McElroy                                                         | XXX: A Woman's Right to Pornography                                                         |                        | Saint Martin's Press                                 |             | 1997    |                        |                               |                                            |
| Cathy Winks                                                           | The Good Vibrations Guide: Adult Videos                                                     |                        | Down There Press                                     | USA         | 1998    |                        |                               |                                            |
| Laurence O’Toole                                                      | Pornocopia: Porn, Sex, Technology and Desire                                                |                        | Serpent’s Tail                                       | England     | 1998    |                        |                               |                                            |
| Tony Clarke, red.                                                     | Ultraflesh – Unmasking the Adult Film Industry                                              |                        | Babzotica                                            | England     | 1998    |                        | filmhistorie                  |                                            |
| Thomas Weisser & Yuko Mihara Weisser                                  | Japanese Cinema Encyclopedia – The Sex Films                                                |                        | Vital Books Inc.                                     | USA         | 1998    |                        | opslagsværk                   |                                            |
| David Flint                                                           | Babylon Blue – An Illustrated History of Adult Cinema                                       |                        | Creation Books International                         | England     | 1999    |                        | filmhistorie                  |                                            |
| Luke Ford                                                             | A History of X: 100 Years of Sex in Film                                                    |                        | Prometheus Books                                     | USA         | 1999    |                        | filmhistorie                  |                                            |
| Nicolas Barbano                                                       | Verdens 25 hotteste pornostjerner                                                           |                        | Rosinante                                            | Danmark     | 1999    | ISBN 8773579610.       | filmhistorie                  | Arkiveret 4. juni 2007 hos Wayback Machine |
| Nicolas Barbano                                                       | PORNOstalgi                                                                                 | Zoo Magazine nr. 19    |                                                      |             | 1999    |                        | filmhistorie                  |                                            |
| Morten Thing                                                          | Pornografiens historie i Danmark                                                            |                        | Aschehoug                                            | Danmark     | 1999    |                        | kulturhistorie                |                                            |
| Berl Kutchinsky                                                       | Law, pornography, and crime: The Danish experience                                          |                        | Pax Forlag                                           | Danmark     | 1999    |                        |                               |                                            |
| Nicolas Barbano                                                       | Kunst eller kusse?                                                                          | Euroman nr. 81         |                                                      | Danmark     | 2000    |                        |                               |                                            |
| Ana Loria                                                             | 1-2-3 Be a Porn Star!                                                                       |                        | InfoNet Publications                                 | USA         | 2000    |                        |                               |                                            |
| Peter Thielst                                                         | Kødets lyst - tankens list                                                                  |                        | Tiderne Skifter                                      | Danmark     | 2000    |                        | filosofi                      |                                            |
| Nadine Strossen                                                       | Defending pornography                                                                       |                        | New York University Press                            |             | 2000    |                        |                               |                                            |
| Eric Danville                                                         | The Complete Linda Lovelace                                                                 |                        | Power Process Publishing                             | USA         | 2001    |                        | biografi                      |                                            |
| Per Straarup Søndergaard, red.                                        | Ung i en pornotid                                                                           |                        | CDR Forlag                                           | Danmark     | 2002    |                        | debatbog                      |                                            |
| Sarah Højgaard Cawood & Anette Dina Sørensen, red.                    | Ej blot til lyst - pornografi i et ligestillingsperspektiv                                  |                        | Videnscenter for Ligestilling                        | Danmark     | 2002    |                        | debatbog                      |                                            |
| Monica Krog-Meyer, red.                                               | Patter, pik og penge – pornoficeringen af vores liv                                         |                        | Rosinante                                            | Danmark     | 2002    |                        | debatbog                      |                                            |
| Katja Kean & Henrik List                                              | Katja KXXX - stjerne i syndens by                                                           |                        | Tiderne Skifter                                      | Danmark     | 2002    |                        | selvbiografi                  |                                            |
| Jasper P. Morgan                                                      | Die sündige Alm. Die deutsche Sex-Komödie                                                   |                        | MPW Medien Publikations                              | Tyskland    | 2002    |                        | filmhistorie                  |                                            |
| Michael Zile                                                          | Sex er mit liv                                                                              |                        | Flora Danica Forlag                                  | Danmark     | 2003    |                        | selvbiografi                  |                                            |
| Erik Bork                                                             | Danmark under dynen                                                                         |                        | People’s Press                                       | Danmark     | 2003    |                        |                               |                                            |
| Victoria Coren & Charlie Skelton                                      | Once More With Feeling: How We Tried to Make the Greatest Porn Film Ever                    |                        | Fourth Estate                                        | USA         | 2003    |                        | selvbiografi                  |                                            |
| Jenna Jameson                                                         | How to Make Love Like a Porn Star                                                           |                        | A Cautionary Tale                                    | Regan Books | 2004    |                        | selvbiografi                  |                                            |
| Candida Royalle & Billie Fitzpatrick                                  | How to Tell a Naked Man What To Do: Sex Advice from a Woman Who Knows                       |                        | Simon & Schuster                                     | USA         | 2004    |                        | selvbiografi                  |                                            |
| Seth Grahame-Smith                                                    | The Big Book of Porn                                                                        |                        | Quirk Books                                          | USA         | 2005    |                        | kulturhistorie                |                                            |
| Thomas J. Stanton                                                     | The AVN Guide to the 500 Best Adult Films of All Time                                       |                        | AVN                                                  | USA         | 2005    |                        | opslagsværk                   |                                            |
| Legs McNeil, Jennifer Osborne og Peter Pavia                          | The Other Hollywood: The Uncensored History of the Porn Film Industry                       |                        | Regan Books                                          |             | 2005    |                        | filmhistorie                  |                                            |
| Mattias Andersson                                                     | Porr - en bästsäljande historia                                                             |                        | Prisma förlag                                        | Sverige     | 2005    |                        | kulturhistorie                |                                            |
| Douglas Keesey & Paul Duncan                                          | Erotic Cinema                                                                               |                        | Taschen                                              |             | 2005    |                        | filmhistorie                  |                                            |
| Anette Dina Sørensen                                                  | Køn, massekultur og pornografi                                                              |                        | Nordiske Institut for Kvinde- og Kønsforskning       |             | 2005    |                        |                               |                                            |
| Anonym                                                                | Ung i en herresexet verden                                                                  |                        | Ligestillingsministeriet                             | Danmark     | 2006    |                        |                               |                                            |
| Eric Spitznagel                                                       | Fast Forward: Confessions of a Porn Screenwriter (Future Tense)                             |                        | Manic D Press                                        | USA         | 2006    |                        | selvbiografi                  |                                            |
| Kira Eggers & Marie Irgens Jacobsen                                   | Den nøgne sandhed – En pinups erindringer                                                   |                        | Aschehoug                                            | Danmark     | 2006    |                        | selvbiografi                  |                                            |
| Christian Groes-Green & Marianne Grums Tyllesen, red.                 | Sex i grænselandet                                                                          |                        | Tiderne Skifter                                      | Danmark     | 2006    |                        |                               |                                            |
| Al Goldstein & Josh Alan Friedman                                     | I, Goldstein: My Screwed Life                                                               |                        | Thunder's Mouth Press                                | USA         | 2006    |                        | selvbiografi                  |                                            |
| Ron Jeremy                                                            | Ron Jeremy: The Hardest (Working) Man in Showbiz                                            |                        | Harper Entertainment                                 | USA         | 2007    |                        | selvbiografi                  |                                            |
| Gert Martin Hald                                                      | Pornography Consumption - a study of prevalence rates, consumption patterns, and effects    |                        | Psykologisk Institut, Aarhus Universitet             | Danmark     | 2007    |                        | phd-afhandling                |                                            |
| Henrik List                                                           | Sidste nat i kødbyen                                                                        |                        | Aschehoug                                            | Danmark     | 2007    |                        | essaysamling                  |                                            |
| Marcelle Perks                                                        | Secrets of Porn Star Sex                                                                    |                        | Infinite Ideas                                       | England     | 2007    |                        |                               |                                            |
| Susanne V. Knudsen, Lotta Löfgren-Mårtenson & Sven-Axel Månsson, red. | Generation P?: Youth, Gender and Pornography                                                |                        | Danmarks Pædagogiske Universitetsforlag              | Danmark     | 2007    |                        |                               |                                            |
| Claus Christensen, red.                                               | Filmmagasinet Ekko nr. 40                                                                   |                        | Det Danske Filminstitut                              | Danmark     | 2008    |                        | Temanummer om nypuritanisme   |                                            |
| Erik Hansen-Hansen                                                    | Begær, forførelse og kvindelig skønhed: Den globale luksusmode i netværksøkonomien          |                        | Danmarks Designskole & Kunstakademiets Arkitektskole | Danmark     | 2008    |                        | phd-afhandling                |                                            |
| Gert Martin Hald & Neil M. Malamuth                                   | Self-Perceived Effects of Pornography Consumption                                           |                        | Archives of Sexual Behavior                          |             | 2008    |                        | forskning                     |                                            |
| Damon Brown                                                           | Porn & Pong: How Grand Theft Auto, Tomb Raider and Other Sexy Games Changed Our Culture     |                        | Feral House                                          |             | 2008    |                        | kulturhistorie                |                                            |
| Erika Lust                                                            | Porno para Mujeres                                                                          |                        | Melusina                                             | Spanien     | 2008    |                        |                               |                                            |
| Ole Ege                                                               | Tabu – fra forbud til frigørelse                                                            |                        | People’s Press                                       | Danmark     | 2009    |                        | selvbiografi                  |                                            |
| Jack Stevenson                                                        | Scandinavian Blue: The Erotic Cinema of Sweden and Denmark in the 1960s and 1970s           |                        | McFarland                                            |             | 2010    |                        | filmhistorie                  |                                            |
| Vanessa Del Rio og Dian Hanson                                        | Vanessa Del Rio: Fünfzig Jahre liederliches Lotterleben                                     |                        | Taschen GmbH                                         |             | 2010    | ISBN 3836521091        | selvbiografi                  |                                            |
| Erika Lust                                                            | Good Porn: A Woman's Guide                                                                  |                        | Avalon Publishing Group                              | USA         | 2010    | ISBN 1580053068        |                               |                                            |
| Bruce Johnson, red.                                                   | Earogenous Zones: Sound, Sexuality and Cinema                                               |                        | Equinox                                              | England     | 2011    | ISBN 978-1-84553-318-2 | antologi                      |                                            |
| Ogi Ogas og Sai Gaddam                                                | A Billion Wicked Thoughts: What the World’s Largest Experiment Reveals About Human Desire   |                        | Dutton Adult                                         | USA         | 2011    | ISBN 978-0525952091    | psykologi                     |                                            |
| Jon Nordstrøm (red)                                                   | Dansk Porno / Danish Porn                                                                   |                        | Nordstrøms Forlag                                    | Danmark     | 2012    | ISBN 9788799315031     | kulturhistorie                |                                            |
| Jill C. Nelson                                                        | Golden Goddesses: 25 Legendary Women of Classic Erotic Cinema, 1968-1985                    |                        | BearManor Media                                      | USA         | 2012    | ISBN 1593932987        | biografier                    |                                            |
| Jason S. Martinko                                                     | The XXX Filmography, 1968-1988                                                              |                        | McFarland & Co Inc                                   | USA         | 2013    | ISBN 0786441844        | opslagsværk                   |                                            |
| Richard Pacheco & Whoopi Goldberg                                     | Hindsight: True Love & Mischief in the Golden Age of Porn                                   |                        | BearManor Media                                      | USA         | 2013    | ISBN 1593937490        | selvbiografi                  |                                            |
| Seka & Kerry Zukus                                                    | Inside Seka                                                                                 |                        | BearManor Media                                      | USA         | 2013    | ISBN 1593932723        | selvbiografi                  |                                            |
| Robin Bougie (red)                                                    | Graphic Thrills: American XXX Movie Posters, 1970 to 1985                                   |                        | FAB Press                                            | England     | 2013    | ISBN 1903254736        | filmplakater / kulturhistorie |                                            |